# Eois acerba
Eois acerba là một loài bướm đêm trong họ Geometridae.